# Cadillac (Michigan)
Cadillac – miasto w Stanach Zjednoczonych, w stanie Michigan, na Półwyspie Dolnym, w regionie  Północnym (Northern Michigan), administracyjna siedziba władz hrabstwa Wexford. W 2010 r. miejscowość zamieszkiwało 10 355 osób, a w przeciągu dziesięciu lat liczba ludności zwiększyła się o 2,5%.
Na zachód i południe od miasta rozciąga się największy kompleks leśny w Dolnym Michigan - Manistee National Forest. Miasto leży w odległości około 70 km na wschód od wybrzeża jeziora Michigan i 150 km na zachód od jeziora Huron. W mieście leży dość duże jezioro (Cadillac Lake, ponad 4 km² powierzchni), na którym corocznie odbywa się w lutym North American Snowmobile Festival. Ponadto, zimą wielu turystów przybywa do miasta aby uprawiać narciarstwo zjazdowe i biegowe. Coroczne obfite opady śniegu (spowodowane wpływem Wielkich Jezior) oraz urozmaicona rzeźba poglacjalna zapewniają odpowiednie warunki.